# Paro, Butan
Paro (Dzongkha སྤ་རོ་ ) je mesto in sedež okraja Paro, v dolini Paro v Butanu. Paro je zgodovinsko mestece z mnogimi svetimi in zgodovinskimi zgradbami, ki so na celotnem širšem območju. V Paru je tudi edino butansko mednarodno letališče.

## Zgodovina
Rinpung Dzong je samostanska trdnjava, ki iz vzpetine gleda na dolino Paro, po kateri teče reka Paro in ima dolgo zgodovino. Samostan je sprva zgradil na tem mestu Padma Sambhava na začetku 10. stoletja. Na njegovih temeljih ga je v mnogo večjega leta 1644 predelal Ngavang Namgjal. Nov dzong, s petimi nadstropji, je nudil svojo učinkovito obrambno vlogo pred številnimi poskusi invazije Tibetancev, več stoletij.
Dzong je zgrajen iz kamna. Poimenovali so ga Rinpung, kar pomeni 'kup draguljev'. Rinpung Dzong in njegovi zakladi so bili uničeni v velikem požaru leta 1907. Samo ena thangka, znana kot Thongdel, je bila rešena. Dzong je po požaru obnovil guverner Dava Pendžor. V njem hranijo zbirko sakralnih mask in kostumov. Nekatere so stare več stoletij, nekatere je prispeval Dava Pendžor in njegov naslednik guverner Čering Pendžor.
Na hribu nad trdnjavo stoji starodaven opazovalni stolp imenovan Ta Dzong, v katerem je od leta 1967 Narodni muzej Butana. Nasproti srednjeveškega mostu čez reko pod dzongom stoji palača Ugjena Pelrija, kraljevska rezidenca, ki jo je zgradil penlop (guverner) Čering Pendžor.

## Arhitektonske značilnosti mesta
Ob glavni ulici v mestu se razteza vrsta bogato okrašenih stavb v tradicionalnem arhitekturnem slogu, v katerih so majhne trgovine, ustanove, hoteli in restavracije.
Skozi ograjo ob cesti, blizu novega mostu, lahko vidimo samostan Dungtse Lhakhang iz 15. stoletja in palačo Ugjen Perli. Člani kraljeve družine v tej palači živijo, kadar se mudijo v tem kraju. Blizu je tudi stari most s trdnjavo Rinpung v ozadju. Ogleda vreden je tudi hotel Olathang, ki je zgrajen v starem slogu.
Okoli 10 km severno od mesteca Paro je samostan Paro Taktšang ('Tigrovo gnezdo'), ki je umeščen na skalni polici na sredini 1000 visoke previsne stene. To mesto je izjemno sveto za Butance, ki verujejo, da je guru Rinpoče, ustanovitelj butanskega budizma, prišel tja na tigrovem hrbtu. Vzpon k  samostanu Tigrovo gnezdo traja dve do tri ure v eno smer. Iz samostana in tudi iz poti nanj je čudovit pogled na mestece Paro. Po drugi poti na severozahod od Para pa pridemo po 10 km ceste v dolino z ruševinami druge samostanske trdnjave ali dzonga, Drukgyal dzong, ki je bil močno poškodovan v požaru leta 1951.
V Paru (ali bolje rečeno nad njim) je tudi najvišja stavba, to je Ta-Dzhong, ki meri 22 metrov v višino in ima 6 nadstropij. Postavljen je bil leta 1649.

## Letališče
Letališče Paro opisujejo kot »najtežje komercialno letališče na svetu, Letališče ima samo eno vzletno-pristajalno stezo. Letala na priletu prečkajo 5500 m himalajskih gorskih vrhov, dolžina vzletno-pristajalne steze 1980 m in predstavlja dvojni izziv zaradi izjemno nizke višine na lokaciji. Zato je le peščica pilotov letalskih družb (8 od decembra 2014) certificirana za upravljanje komercialnih letal. Vsako leto na letališče prispe približno 30.000 potnikov.

## Galerija
- Pogled na letališče Paro v Butanu z juga proti severu.
- Trgovine v Paru.
- Butanske hiše v Paru.
- Glavna ulica v Paru
- Trgovine v Paru
- Samostan Kjiču
- Rinpung dzong
- Narodni muzej Butana
- Samostan Taktšang